# Indotyphlops leucomelas
Indotyphlops leucomelas är en ormart som beskrevs av Boulenger 1890. Indotyphlops leucomelas ingår i släktet Indotyphlops och familjen maskormar. Inga underarter finns listade i Catalogue of Life.
Denna orm förekommer i en liten region på södra Sri Lanka. Den vistas i kulliga områden mellan 400 och 780 meter över havet. Individerna lever i skogar. De gräver i lövskiktet och i det översta jordlagret. Honor lägger ägg.ref name = "source"/>
Beståndet hoas av skogsröjningar. IUCN listar arten som akut hotad (CR).